# Sierra Nevada (Spanien)
Die Sierra Nevada (spanisch für „schneebedecktes Gebirge“) ist mit 3482 msnm das höchste Gebirge der Iberischen Halbinsel, das in der Regel jährlich von November bis Mai eine Schneehaube trägt. Es liegt im Süden Spaniens in den Provinzen Granada und Almería in der Autonomen Region Andalusien und ist ein 100 km langer Teil der Betischen Kordillere. Seit 1999 ist das Kerngebiet von 86.208 Hektar als Nationalpark Sierra Nevada geschützt.

## Lage und Landschaft
Die Sierra Nevada zieht sich in westöstlicher Richtung an einem Teil der südlichen Mittelmeerküste Spaniens entlang. Teilweise reichen die Steilhänge bis direkt ans Mittelmeer heran, wie zum Beispiel in und um Almería.
Die höchste Erhebung ist der Mulhacén (3482 m), gefolgt vom Pico del Veleta (3397 m) und Alcazaba (3392 m).
Das Schmelzwasser der Sierra Nevada versorgt das Umland, unter anderem die Gewächshauskulturen in Almería, die Vega von Granada sowie die Städte Granada und Almería mit Trinkwasser. Auch die bekannteste Mineralwasser-Marke Spaniens, Lanjarón, bezieht ihr Wasser aus einer Quelle im gleichnamigen Ort in den Alpujarras, die die Südseite des Gebirges bilden.

### Oberflächenformen
Die Sierra Nevada ist ein Hochgebirge. Die vertikale Erstreckung reicht von 1500 m bis 3482 m (Pico Mulhacen, höchste Erhebung Festlandspaniens/der Iberischen Halbinsel). Die Sierra Nevada weist somit eine für Hochgebirge typische morphologische Prägung auf. Durch die Höhe des Gebirges waren Teile der Sierra Nevada im Weichsel-Glazial vergletschert.
Die wichtigste Erscheinungsform von Hochgebirgen ist die Art der Verwitterung des Oberflächenmaterials. So spricht man von Frostschuttverwitterung. Diese hat ihren Ursprung in den im Hochgebirge herrschenden tiefen Temperaturen. In den gemäßigten bis warmen Sommermonaten kann Wasser in Zerklüftungen von Felsen eintreten, welches im Winter gefriert. Durch die Ausdehnung beim Wechsel des Aggregatzustandes werden die Felsen zersprengt. Die Verwitterung produziert somit ein sehr zerklüftetes Gesteinsmaterial.
Durch die letzte Vereisungsphase finden sich in der Sierra Nevada Formen glazialer Überprägung. Zu diesen Formen zählen Talformen (U-Tal), Ausprägung von Hochmooren, Solifluktionen und Moränen.

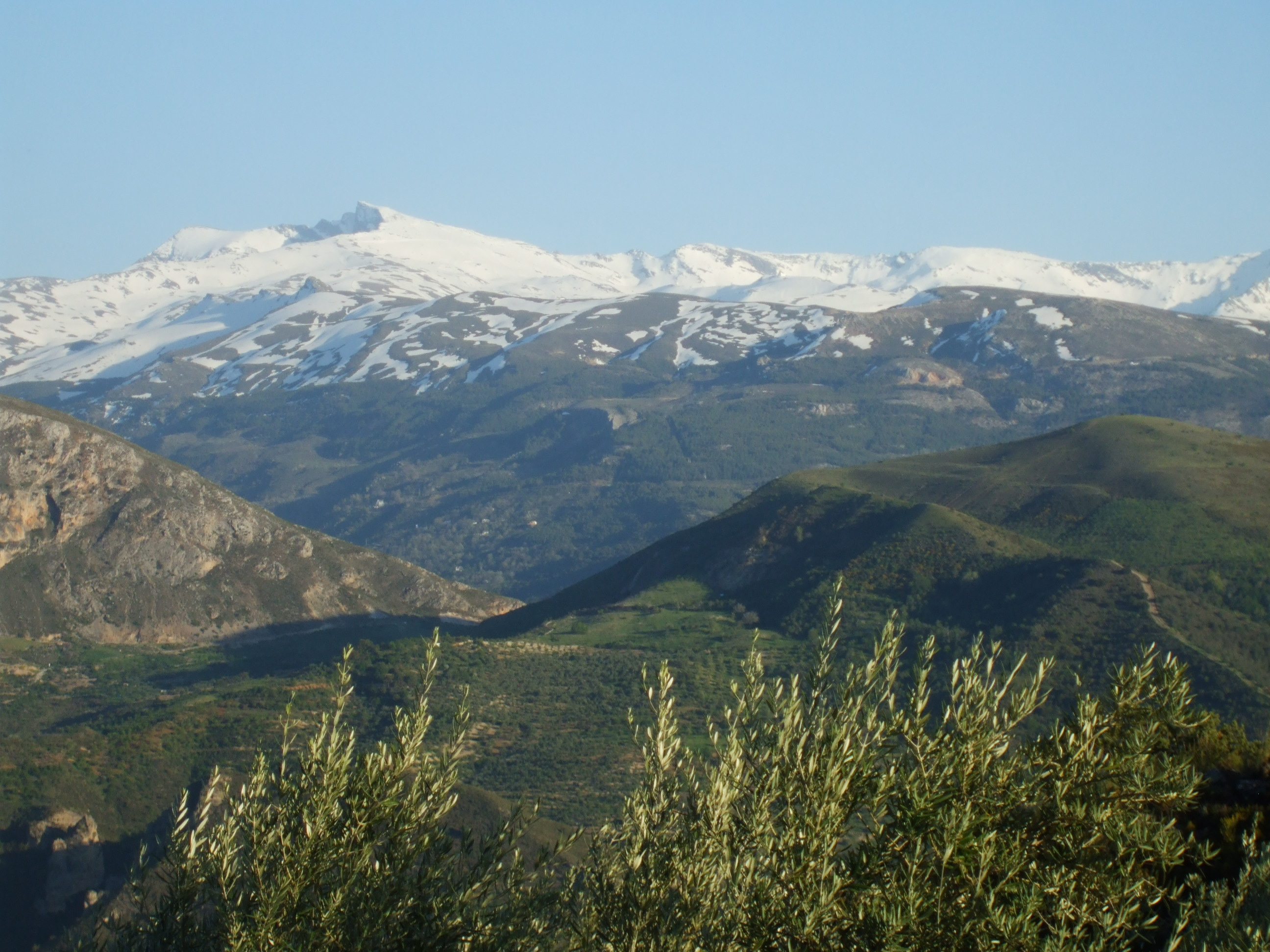
Sierra Nevada mit dem Pico del Veleta (Blick aus den Bergen von Quéntar)
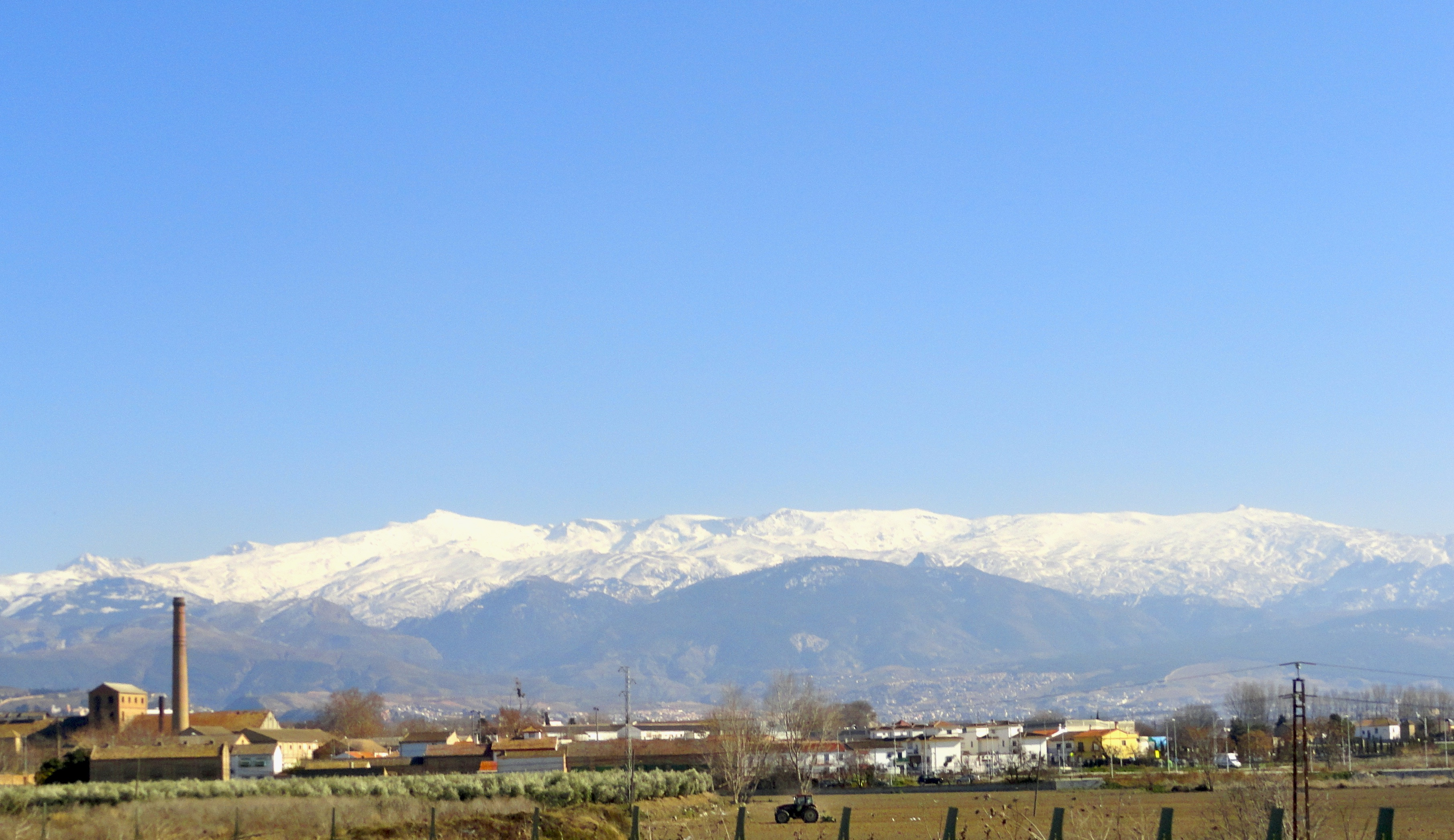
Sierra Nevada (Blick von Granada)
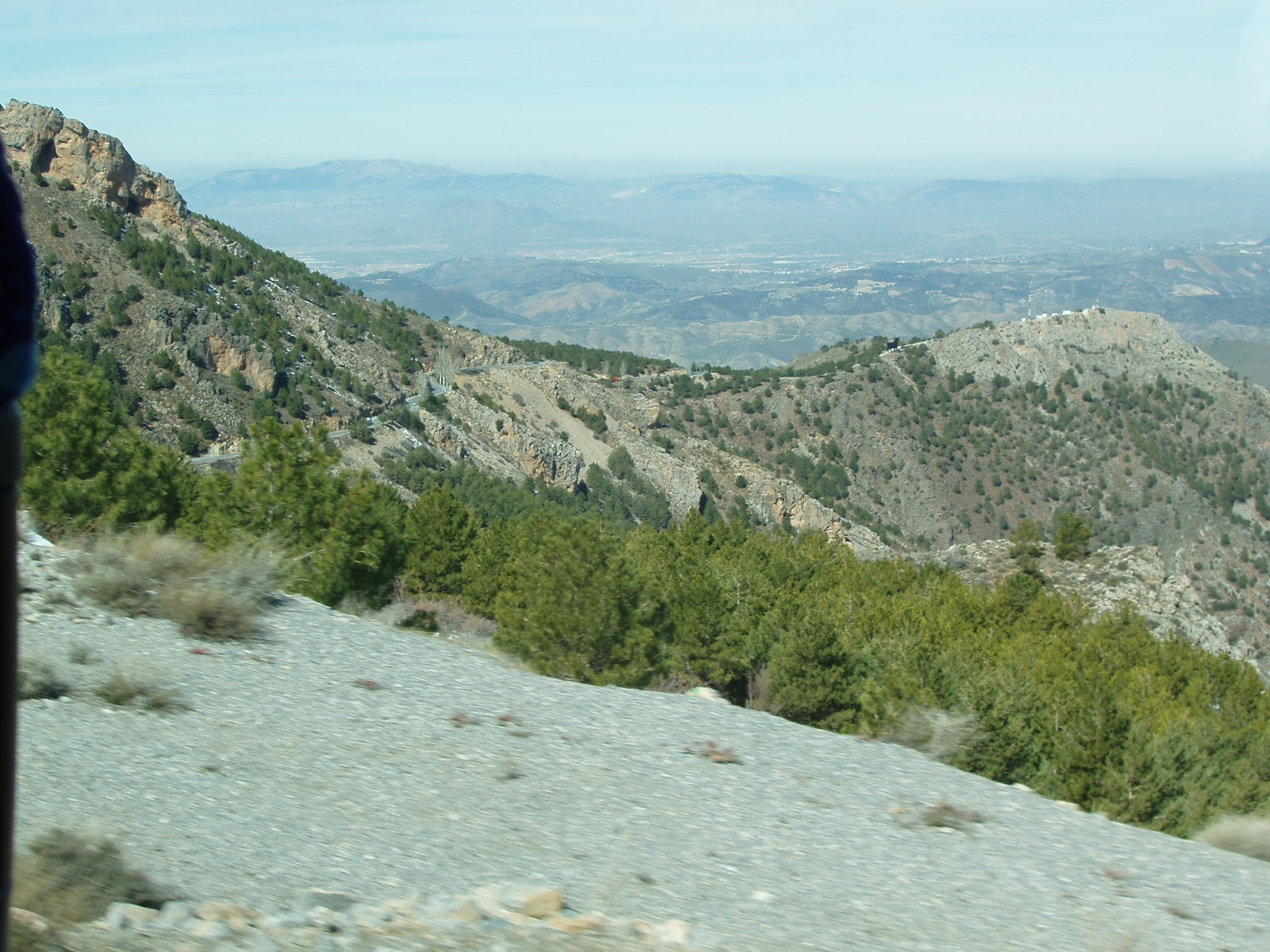
Blick in die südlichen Küstenvorländer
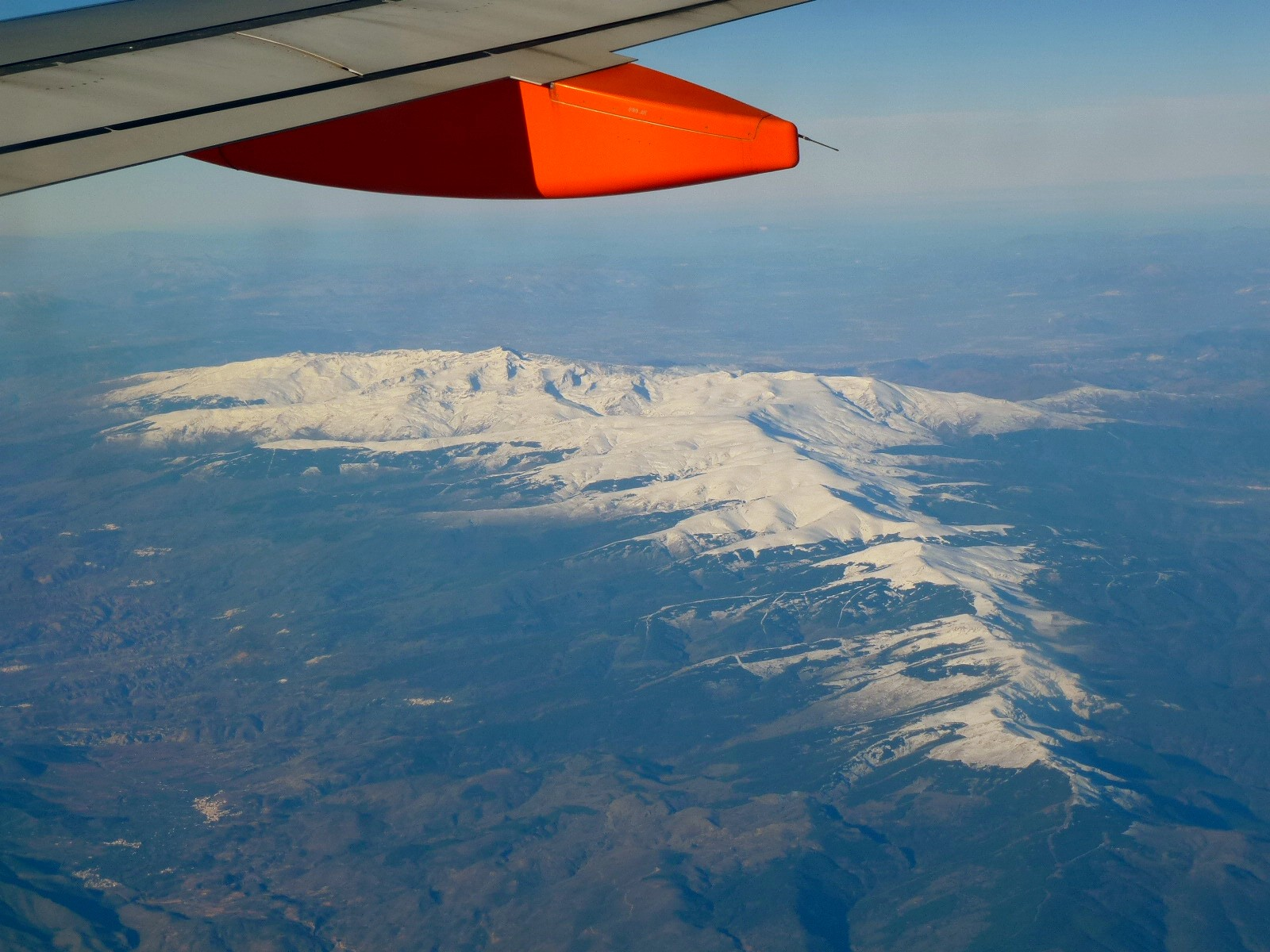
Sierra Nevada, gesehen aus einem Flugzeug aus östlicher Richtung

### Geologie
Die Betische Kordillere ist ein Gebirgszug, welcher in der alpidischen Orogenese durch zwei konvergente Plattenränder aufgefaltet wurde. Das Ausgangsmaterial ist variszisch.
In der Sierra Nevada lassen sich Hinweise auf beide Bestandteile, alpidisch geprägtes und variszisches Material, finden.
Die Betische Kordillere ist gekennzeichnet durch ein großes Vorkommen mariner, jurassischer Sedimentgesteine. Kalke sind vorherrschend sowie das metamorphe Folgegestein Marmor. In den bergigen Regionen Andalusiens finden sich eine Vielzahl von Marmorsteinbrüchen.
Die Betische Kordillere wird in drei Teile eingeteilt, die südlich liegende jurassische Zone, dominiert durch maritime Sedimentgesteine, die paläozoische, kristallin autochthone Zentralzone und die nördlich liegende ebenfalls maritimsediment-geprägte Zone.
In der Sierra Nevada selbst finden sich vorherrschend Glimmerschiefer. Glimmerschiefer ist ein metamorphes, schiefriges Gestein. Das Ausgangsgestein ist Gneis, ein metamorph überprägtes Intrusivgestein mit der gleichen mineralischen Zusammensetzung wie Granit, allerdings einem erhöhten Feldspatanteil von mehr als 20 %.
Durch die Form des Gebirgszuges lässt sich bereits der abrupte Wechsel der verschiedenen Gesteine erahnen. So sind die durch Kalk dominierten Teile schroff und stark durch Abtragung geprägt. Die kristallinen Teile sind rundlich und flach.

## Klima
Die Sierra Nevada liegt im mediterranen Raum in einem für diesen Raum typischen warmen und winterfeuchten Klima. Der sich die Küste entlangziehende Gebirgszug der Betischen Kordillere hat eine Funktion als Klimascheide, so wirkt seine Erhebung auf die anströmenden Luftmassen als Barriere.
Das Gebirge weist gebirgstypische Windsysteme auf. So nimmt zum Mittag hin der Bergaufwind deutlich zu und führt bei feuchter Luft durch Kondensation in kühleren Höhenlagen zu Wolken- und Nebelbildung.
Die Sierra Nevada ist ein bedeutender Wasserlieferant für die umliegenden Regionen und besonders die Küstengegenden.

## Vegetation und Vegetationsstufen
In der Sierra Nevada herrscht die für den mediterranen Raum typische Situation, dass es so gut wie keinen primären Baumbestand gibt. Wenn Flächen aufgeforstet wurden, geschah dies mit schnellwachsenden, anspruchslosen Arten oder die frei gewordenen Flächen werden zum Anbau von Öl- oder Nussbäumen genutzt.
Dennoch gibt es einige Stellen, an denen die Vegetation und besonders der Wandel der Vegetation mit der Höhe beobachtet werden kann.
Die Vegetation lässt sich in fünf mediterrane Gebirgsstufen gliedern. Die unterste Stufe, die mediterrane Stufe, reicht etwa bis 1600 m. Typisch sind immergrüne Laubbäume, hier vorherrschend die Steineiche (Quercus ilex). Die folgende Stufe wird beherrscht von laubabwerfenden Bäumen. Die winterlichen Temperaturen sinken in dieser Stufe bereits so weit ab, dass sich eine immergrüne Vegetation nicht ausbilden kann. Ein typischer Vertreter dieser Stufe ist die Pyrenäen-Eiche (Quercus pyrenaica). Die Eichenwälder wurden zum Teil in Kastanienhaine umgewandelt.
Ab 1800 m etwa bildet sich eine Übergangsstufe aus Nadelhölzern, bis die Baumgrenze erreicht ist. Das Vorkommen der Waldkiefer hier gilt als das südlichste Europas. Die Baumgrenze variiert je nach Exposition des Hanges (und anthropogener Beeinflussung).
Die folgende subalpine Stufe ist gekennzeichnet durch Zwergsträucher, vorherrschend Wacholder. Die Windexposition ist hier ein wichtiger Standortfaktor.
In der alpinen Stufe bilden alpine Gräser Matten, die den extremen Wetterbedingungen standhalten.

## Bergsport

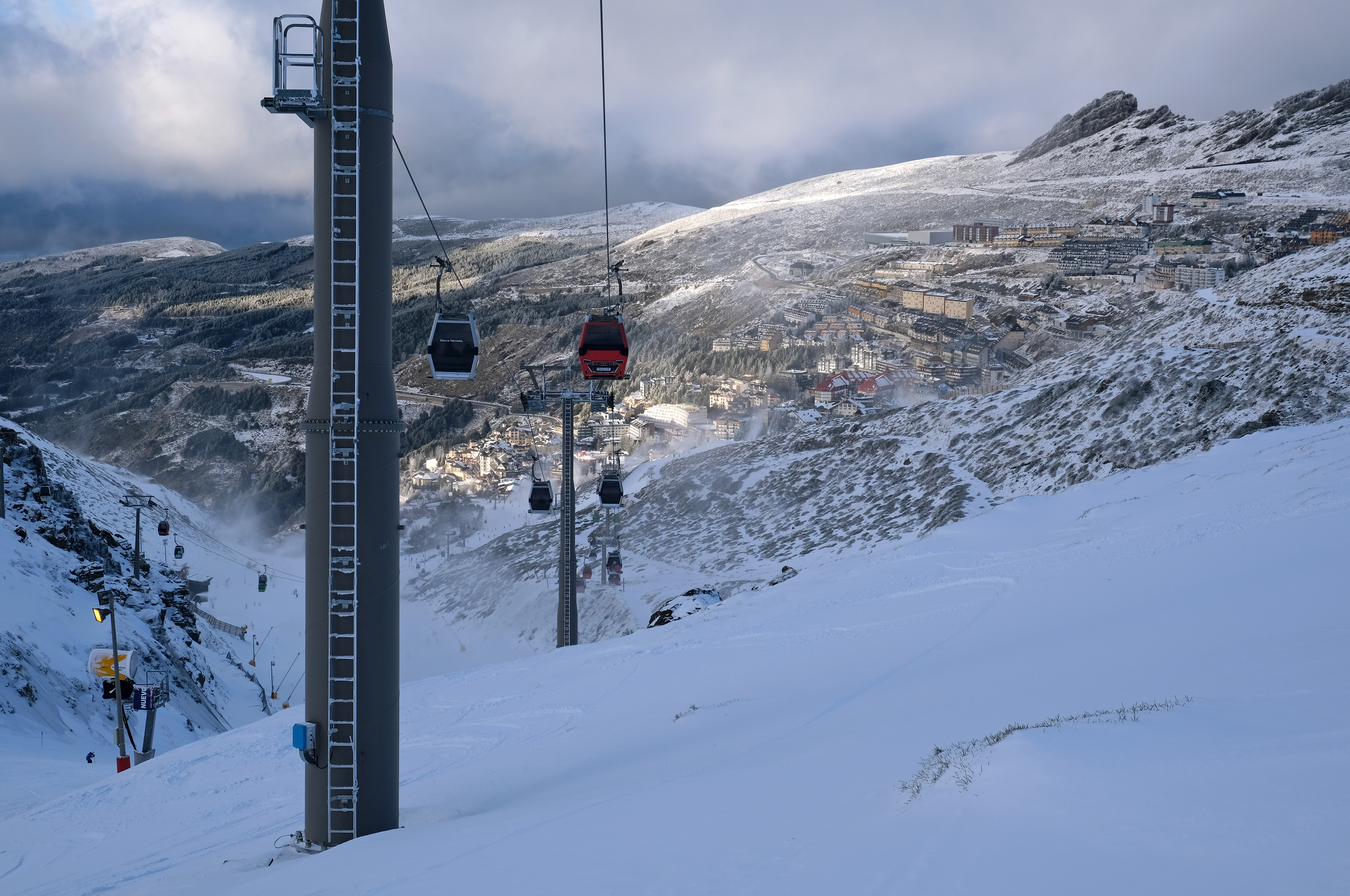
Pradollano

Über die Ortschaft Pradollano (auch Sol y Nieve genannt) erreicht man den Gipfel des Pico del Veleta über die höchstgelegene Landstraße Europas. Mit dem eigenen Wagen kann man diese aber nur noch bis zur Hoya de la Mora (2500 m) befahren. Will man hoch bis zum Veleta, muss man zu Fuß, mit dem Fahrrad oder mit Bussen des Nationalparks weiter. Sol y Nieve ist ein künstlich entstandener Wintersportort, in dem 1995 die Alpinen Skiweltmeisterschaften stattfinden sollten. Da aber ausgerechnet in jenem Jahr in der Sierra Nevada Schneemangel herrschte, wurden sie auf das Jahr 1996 verschoben und als Alpine Skiweltmeisterschaften 1996 ausgetragen. Außerdem fanden hier die Mountainbike-Weltmeisterschaften 2000 statt. Weitere Großveranstaltungen waren die Winter-Universiade 2015 sowie im Jahr 2017 die Weltmeisterschaften im Freestyle-Skiing und Snowboard, für die man 2013 einen der größten Snowparks Europas errichtete.
In der Sierra Nevada wird seit 2018 die Spielshow Showdown – Die Wüsten-Challenge gedreht.

### Schutzhütten
- Refugio Poqueira (2500 m)
- Refugio Postero Alto (1990 m)